# Козачі Майдани
Коза́чі Майдани — село в Україні, у Берестинському районі Харківської області. Населення становить 21 осіб. Орган місцевого самоврядування — Шляхівська сільська рада.
Після ліквідації Кегичівського району 19 липня 2020 року село увійшло до Красноградського (Берестинському) району.

## Географія
Село Козачі Майдани знаходиться на відстані 2 км від села Високе і за 3 км від села Шляхове.

## Історія
1795 — дата заснування.
Під час організованого радянською владою Голодомору 1932—1933 років помер щонайменше 21 житель села.

## Економіка
- Молочно-товарна ферма.